# 布吉高級中學
布吉高級中學是位於深圳市龍崗區南灣街道南嶺村社区的一間公辦中學，創建於1995年。是一所全日制的普通高中，占地59000平方米，建筑面积69000平方米，共有师生3000余人。
学校图书馆藏书共有藏书15万册、电子图书80余万册；拥有校园广播站、电视台和现代化的微格教室等教育资源。

## 歷史
布吉高級中學前身為布吉中學。1995年，布吉中學高中部搬離原校並成立獨立的布吉高級中學。需要注意的是，位於原校址的布吉中學於2000年重設普通高中。兩校雖有歷史淵源，且同位於歷史上的布吉鎮地區，然而2004年布吉撤鎮設街及隨後2006年布吉街道一分為三之後，布吉高級中學校址目前所在的為南灣街道，而布吉中學所在的則為布吉街道。目前布吉高級中學為龍崗區直屬高中，而布吉中學則是布吉街道下屬的完全中學。　